# Konstantin Veličkov
Konstantin Veličkov Petrov (Константин Величков Петков; Pazardžik, 24 febbraio 1855 – Grenoble, 3 novembre 1907) è stato uno scrittore bulgaro.

## Biografia
Nel 1874 studiò nel Liceo di Costantinopoli. Insegnò lingua bulgara e francese, storia e geografia a Pazardžik (1874-1876), e fu presidente del čitalište "Vyzraghdane" nella città natale, dove fu membro del comitato rivoluzionario. Insieme a Todor Kableškov partecipò attivamente alla preparazione dell'Insurrezione di Aprile del 1876. Venne arrestato e condannato a morte dai turchi. Rimase per diversi mesi in prigione; venne salvato dalla commissione europea, che stava indagando sulle violazioni di legge durante la repressione dell'insurrezione. 
Fu quindi scrivano nell'Esarcato bulgaro nel periodo 1876-1877. Dopo la guerra di liberazione Russo-turca ritorna a Pazardzhik. Viene eletto membro, e dopo, presidente del Consiglio provinciale amministrativo a Pazardžik nel 1878 e divenne rappresentante popolare nel Consiglio regionale fino al 1885; in seguito fu direttore dell'istruzione pubblica in Rumelia Orientale. 
Si trasferì in Francia per studiare giurisprudenza. In seguito divenne deputato nel IV Parlamento nel 1886. Durante il regime di Stefan Stambolov emigrò a Firenze, Italia (1887-1889), dove studiò pittura; divenne professore di lingua francese nel ginnasio bulgaro di Odrin (odierna Adrianopoli) e Istanbul. Ritornò in Bulgaria all'inizio di giugno 1894 e venne eletto presidente della direzione del Partito Popolare e deputato nel VIII parlamento.  
Ricoprì le cariche di ministro dell'edilizia pubblica e delle comunicazioni, della pubblica istruzione (1894-1897), del commercio e dell'agricoltura (1897-1898). Nel 1898 passò al Partito Progressista Liberale. Fu quindi rappresentante diplomatico a Belgrado (1902-1904). Per decisione di R. Petrov venne richiamato dalla carica prima del tempo e mandato in pensione. Deluso dalla realtà politica e sociale e con la salute peggiorata, Veličkov emigrò di nuovo. Morì a Grenoble; dopo due anni i suoi resti vennero riportati a Sofia. È stato membro effettivo dell'Accademia delle Scienze bulgara (1884).

## Attività letteraria
L'attività pubblica di Konstantin Veličkov fin dall'inizio era legata alla cultura ed alla letteratura. Ancora diciassettenne, tradusse insieme a G. Nicolov l'opera di Victor Hugo "Lucrezia Borgia". Tradusse anche il dramma di Aleksandr Puškin "La sirenetta". Il dramma di K. Veličkov "Nevianka e Svetoslav" venne portata in scena nel 1872; pubblicò la sua prima poesia nel 1874 nella rivista  "Čitalište". Dopo la fine del liceo Veličkov fece conferenze nella città natale, organizzò rappresentazioni teatrali, in cui partecipò come attore.
Veličkov è uno degli organizzatori e sostenitori dell'Associazione della ginnastica fisica, venne eletto membro del loro Comitato superiore con sede a Filippopoli (1879). Nello stesso periodo diventò capo redattore del giornale "Naroden glas" (La voce popolare). A Filippopoli Veličkov si dedicò ad un'attività letteraria frenetica: scriveva drammi, novelle e racconti, articoli, poesie ed altro. Per sua iniziativa insieme ad Ivan Vazov redasse "L'antologia bulgara" nel 1884, che per la prima volta fece conoscere ai lettori i capolavori della letteratura europea; gran parte delle traduzioni era opera di Veličkov. 
Partecipò insieme a Vazov nella redazione (1881-1884) della rivista "Nauka" (Scienza); dopo che questa rivista venne soppressa i due fondarono una delle prime pubblicazioni esclusivamente letterarie in Bulgaria - la rivista "Zora" (L'alba) nel 1885. Quando Vazov divenne redattore della rivista  "Dennizta" (La stella mattutina), Veličkov gli spedì da Istanbul le prime otto poesie dalla raccolta "Lettera da Roma" e un articolo di critica letteraria su Ljuben Karavelov. Compose due antologie per le scuole elementari e le superiori, che uscirono nel 1890 a Solun (attuale Tessalonica). 
Preparò un corso di storia generale della letteratura, che venne stampato più tardi a Pazardžik. Particolarmente fruttuoso fu il periodo dall'estate 1891 fino alla metà del 1892, quando ritorna a Istanbul. Qui creò gran parte dei suoi "Carigradski soneti" (Sonetti da Costantinopoli) e poesie per bambini, terminò "Lettere da Roma", tradusse il dramma di Shakespeare "Macbeth" e "La Divina Commedia" di Dante, cominciò a scrivere le memorie "V tămnica" (In prigione). Lavorò per le riviste letterarie "Misăl", "Bălgarski pregled", "Lăča". Fondò la rivista "Učeničeska beseda" (1900-1904), pubblicò e fu redattore della rivista "Letopisi" (Cronache) (1899-1905). 
Su iniziativa di Konstantin Veličkov venne aperta la Scuola Statale d'arte a Sofia, istituisce il Consiglio supremo d'istruzione presso il Ministero della pubblica istruzione. Veličkov fondò (1896) la rivista "Učilišten pregled", creò la legge per depositare due esemplari di tutte le opere pubblicate nella Biblioteca Nazionale di Sofia e Filippopoli. Veličkov è uno dei fondatori e presidente onorario dell'Associazione di arte e cultura; partecipò ad organizzazione di biblioteche scolastiche e sale di lettura ed altro. 
Conosceva il francese, l'italiano e la lingua russa e fa tantissime traduzioni, spinto dalla nobile idea di allargare gli orizzonti del lettore bulgaro. Oltre alla "Divina Commedia" di Dante Alighieri, Veličkov tradusse le opere di Sofocle, Teocrito, Orazio, Francesco Petrarca, Torquato Tasso, Giosuè Carducci, Lorenzo Stecchetti, William Shakespeare, Molière, Heinrich Heine, Aleksandr Puškin, Nikolaj Nekrasov, Jazikov ed altri. Come critico letterario scrisse le biografie degli scrittori risorgimentali Georghi S. Rakovski, Vasil Drumev, Petko Slavejkov, Dobri Vojnikov, Grigor Părlichev, Ljuben Karavelov e Hristo Botev; scrisse recensioni delle opere di Vazov, Pejo Javorov, Anton Strašimirov, Kiril Hristov, Elin Pelin, Canko Cărkovski, Trifon Kunev ed altri. Veličkov dipingeva ed i suoi dipinti sono esposti nella Galleria Nazionale d'arte, Galleria d'arte di Sofia, Galleria d'arte a Filippopoli, Pazardžik e nelle collezioni private.
Le opere di Kostantin Veličkov sono state prodotte nelle pause tra i suoi molteplici impegni politici. Tanti suoi libri vennero pubblicati dopo la sua morte. Persona di erudizione europea, Veličkov fu un entusiasta risorgimentale nell'attività di elevare il livello culturale della popolazione. I drammi che scriveva e traduceva ed a volte metteva personalmente in scena, hanno lo scopo di elevare il livello del teatro bulgaro. La poesia di Veličkov esprime lirismo e toni nostalgici, dedicati alla patria. Questi motivi caratterizzano anche le sue poesie per i bambini. Arricchiva la lingua bulgara, soprattutto con le traduzioni. La stilistica del "V tămnicata" (In prigione) intreccia immagini realistiche dei fatti e un sentito lirismo. Veličkov era autore di tante opere a sfondo memorialistico. Le novelle e i racconti di Veličkov introdussero nuovi momenti nella prosa bulgara. "Lettere da Roma" fu un libro eccezionale non solo per i suoi tempi. Ancora oggi stupisce la grande erudizione culturale dell'autore.

## Opere
- Nevianka e Svetoslav, dramma, 1874
- Vincenzo e Angelina, dramma, 1882
- Storia generale della letteratura, 1891
- Talasămăt, (Il vampiro) 1893
- Detska gusla, 1894
- Lettere da Roma, 1895
- In prigione, 1899
- Sonetti da Costantinopoli, 1899
- Nel momento decisivo, 1901